# بانستد
بانستد (به انگلیسی: Banstead) یک شهرک در بریتانیا است که در انگلستان واقع شده‌است. بانستد ۸٫۲۵ کیلومتر مربع مساحت و ۱۶٬۶۶۶ نفر جمعیت دارد.